# Hrdlička divoká

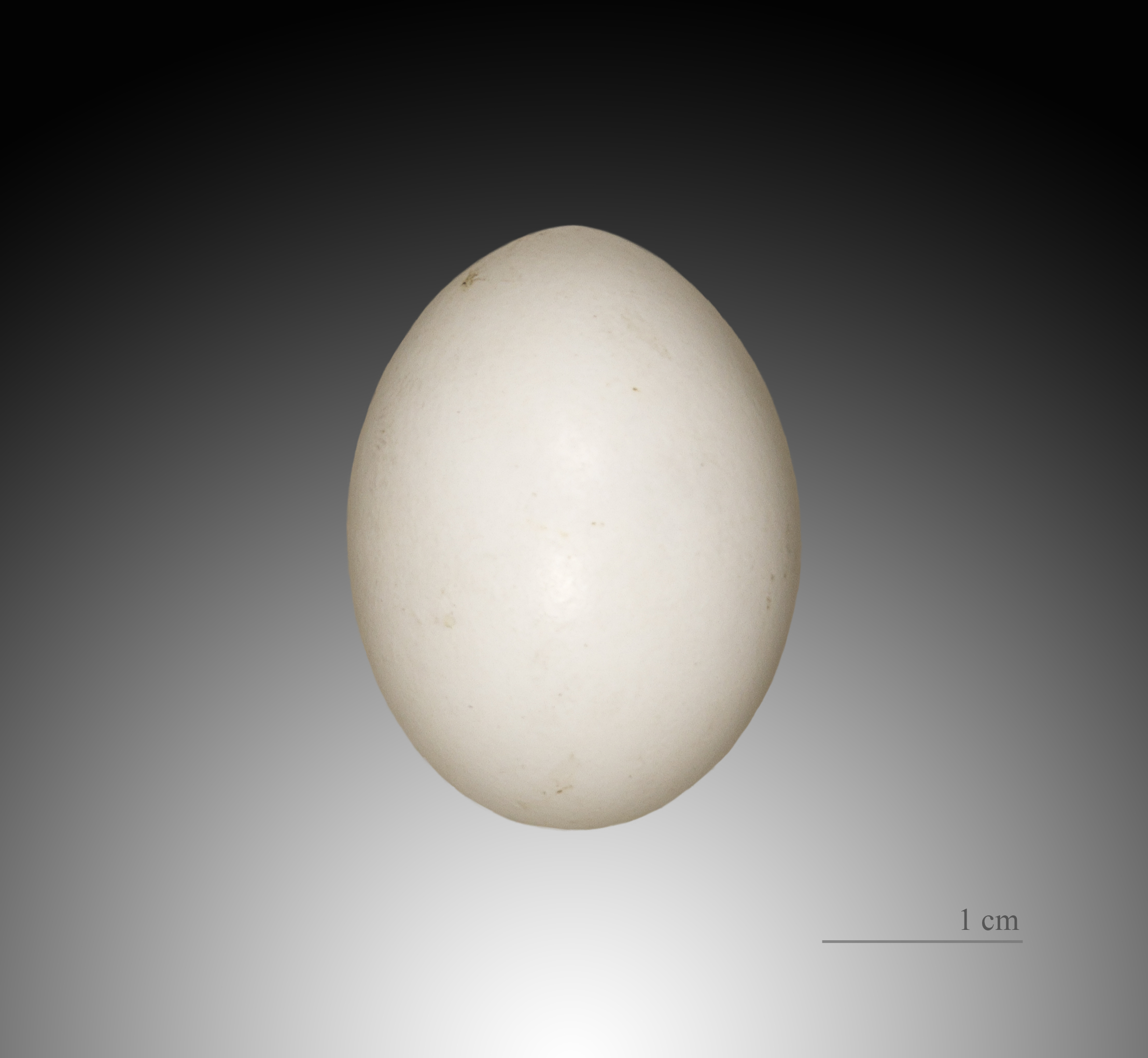
Streptopelia turtur turtur

Hrdlička divoká (Streptopelia turtur) je menší druh hrdličky, ptáka z řádu měkkozobých.

## Taxonomie
Rozlišují se 4 poddruhy: hrdlička divoká evropská (Streptopelia turtur turtur), obývající celou severní část areálu, h. d. severoafrická (S. t. arenicola), hnízdící na Baleárských ostrovech a v severní Africe východně po Kyrenaiku a dále přes Blízký východ a Střední Asii po Če-ťiang, h. d. egyptská (S. t. rufescens), obývající Egypt, a h. d. saharská (S. t. hoggara), žijící v pohoří střední Sahary.

## Popis
Dorůstá délky 25–28 cm a v rozpětí křídel měří 45–50 cm, je tak o něco menší než běžnější hrdlička zahradní, od které se liší i pestřejším zbarvením. Hřbet a křídla jsou šupinovitá, oranžovohnědá, hlava je modrošedá, krk a prsa narůžovělá, po stranách krku je šikmo protažená černobílá skvrna. Břicho a spodní ocasní krovky jsou bílé, bíle lemovaný je také tmavý ocas. Zobák je tmavý, nohy modravě červené. Mladí ptáci jsou nevýrazně špinavě hnědí a béžově šedobílí, bez černobílé skvrny na krku. Je plachá a zblízka se dá pozorovat jen obtížně, nejčastěji je možné ji zahlédnout na telegrafních drátech nebo při hledání potravy na otevřených prostranstvích. Létá rychle a prudce s občasným kymácením ze strany na stranu.
Ozývá se hlubokým, nosovým, několikrát opakovaným „turrr turr turrr“. Při vzlétnutí tleská křídly.

## Rozšíření
Hnízdí ve většině Evropy, v Asii po západní Sibiř a v severní Africe. Převážně tažný druh s hlavními zimovišti v subsaharské Africe od Guiney a Senegalu po Etiopii a Súdán. Od poloviny 70. let 20. století začal na většině území Evropy výrazný pokles stavů, který bývá obecně připisován hlavně nepříznivým změnám na zimovištích a intenzivnímu lovu protahujících ptáků v oblasti Středomoří. Jen v letech 1980–2005 se evropská populace snížila o celých 65 %. Obývá okraje lesů a polní remízky, porosty podél vod, zarostlé zahrady apod.

### Výskyt v Česku
V ČR hnízdí na celém území, zejména v nižších polohách, kde je často nejhojnějším holubem (např. na jižní Moravě). Místy však proniká i vysoko do hor, nejvýše v Krkonoších (1 030 m n. m.) a Krušných horách (850 m n. m.). Její početnost v posledních letech silně poklesla, v letech 1985–1989 byla velikost populace odhadnuta na 60 000–120 000 párů.
Ačkoli většina hrdliček divokých zimuje v subsaharské Africe, od příslušníků naší populace důkaz zimování v této oblasti zatím chybí. Několik nálezů okroužkovaných ptáků naopak nasvědčuje tomu, že mohou přezimovat už ve východním Středomoří, kudy normálně pouze protahují. Je však také možné, že u dostupných záznamů z této oblasti došlo pouze k nepřesnému uvedení data ulovení ptáka. Přílet na naše území probíhá zejména v druhé polovině dubna, odlet začíná v druhé polovině srpna a vrcholí v září.

## Potrava
Potrava je tvořena převážně semeny kulturních rostlin, hlavně pšenice a kukuřice, také ječmenu, žita, slunečnice, hrachu, vikve, prosa a máku, dále různými semeny planých rostlin a plevelů, drobnými měkkýši (patrně kvůli obsahu vápníku v ulitách) a vzácně i hmyzem. Potravu sbírá na zemi.

## Hnízdění
Hnízdí jednotlivě, na omezených místech však může hnízdit i více párů dosti blízko u sebe. V toku se samec uklání, čepýří malá pera, přešlapuje, vrká a předvádí lety, při nichž strmě vystoupá vzhůru a poté se klouzavým letem vrací zpět na původní místo. Hnízdí zpravidla 1× ročně od května do července. Do plochého, často velmi řídkého hnízda ze suchých větviček, stébel a kořínků, které staví oba ptáci na keřích nebo stromech obvykle ve výšce od 2 do 4 m, snáší samička 2 čistě bílá vejce o rozměrech 30,6 × 22,6 mm. Snášena jsou v intervalu 39–48 hodin a na jejich sezení, které začíná od snesení 2. vejce a trvá 14 dnů, se podílejí obě pohlaví. Hrdlička žije pouze monogamně. Tedy, hledá si stálého partnera. Mláďata se líhnou v průběhu 1 dne a jsou krmena oběma rodiči, nejprve tzv. „holubím mlékem“, později natrávenou potravou z volete. Hnízdo opouštějí po 18–23 dnech a v následujícím roce jsou již pohlavně dospělá a schopná rozmnožování. Po vyhnízdění se rodiny sdružují do menších i větších hejn, ve kterých se později vydávají na cestu do zimovišť. Nejvyšší zaznamenaný věk je 13 let a 2 měsíce.

## Význam
V ČR patří mezi zvěř, je však celoročně hájená.

## Ocenění
- Česká společnost ornitologická – Pták roku 2019[6]